# Ćwiermy (przystanek kolejowy)
Ćwiermy (biał. Цвермы, ros. Цверма) – przystanek kolejowy w lasach w pobliżu miejscowości Ćwiermy, w rejonie lidzkim, w obwodzie grodzieńskim, na Białorusi.